# Adur Anahid
Adur Anahid (segle iii) fou una reina sassànida. El nom està format probablement pel de dues deïtats, Adur (Foc), i Anahita, però no vol pas dir ‘foc d'Anahita’.
Apareix esmentada en una inscripció de Sapor I on diu que era filla seva i que el rei tenia també tres fills; en una altra part de la inscripció esmenta diverses persones de la cort que van rebre regals, entre els quals la filla del rei.